# Carlo Verdone
Carlo Gregorio Verdone (Roma, 17 novembre 1950) è un attore, comico, regista e sceneggiatore italiano.

## Biografia
È figlio del docente universitario di storia del cinema, dirigente del Centro sperimentale di cinematografia di Roma e critico cinematografico Mario Verdone (1917-2009), il quale lo avvicina al mondo del cinema sin da bambino, e di Rossana Schiavina (1924-1984), professoressa di lettere. Il padre era nato ad Alessandria ma crebbe a Siena (nella fattispecie presso la Contrada della Selva), figlio di Oreste, un chimico originario di Pozzuoli (Napoli), e di Assunta Casini, senese. Carlo stesso ha scritto che il suo secondo nome, Gregorio, gli è stato messo perché fosse di buon auspicio essendo lui nato di venerdì 17; mettendoglielo si voleva "evitare" al piccolo un'esistenza "sfortunata". A Roma si usa infatti dire "Un gran Gregorio" che sta a significare "Una grossa fortuna". Fare l'attore ed il regista non era certo il suo pensiero almeno fino ai suoi 18 anni: «Ero in villeggiatura nel 1968. Avevo i capelli, mi innamoravo spesso, ascoltavo Jimi Hendrix, avevo una Vespa 50 truccata e mi sentivo felice, leggero. Andavo sempre al cinema all'aperto, fumavo di nascosto e per questo prendevo qualche sberla da mio padre. Ero un ragazzo normale e diventare attore era l'ultima cosa che avrei fatto».
Dopo essersi diplomato al Liceo classico ginnasio "Torquato Tasso" di Roma (dove fu però bocciato alla quinta ginnasio e dove conobbe Christian De Sica, suo compagno di banco), consegue, nell'anno accademico 1976/77, la laurea in Lettere indirizzo Moderno con la votazione di 110/110 presso la Facoltà di Lettere e Filosofia dell'Università degli Studi di Roma "La Sapienza" con una tesi intitolata "Letteratura e cinema muto italiano". Per visionare le pellicole oggetto della tesi si reca, in compagnia del padre, a Grado, dove ha modo di assistere alle proiezioni in presenza della diva del cinema muto Francesca Bertini. Relatrice della tesi è la professoressa Evelina Tarroni. Verdone si diletta sin da giovanissimo nella ripresa amatoriale di cortometraggi. Compra la sua prima cinepresa da Isabella Rossellini: un'ottima Bolex Paillard. Poesia solare (1969), Allegoria di primavera (1971) ed Elegia notturna (1973) sono le sue prime prove di regia, di ispirazione underground, girati in formato Super 8 millimetri. Questi tre film, lontanissimi da quella che poi sarà tutta la sua produzione filmica nota al pubblico, sono stati persi dalla Rai, TV alla quale Verdone stesso aveva prestato le bobine, per realizzare uno speciale televisivo su di lui negli anni novanta. Prima della laurea, Carlo Verdone si diploma anche in regia al Centro sperimentale di cinematografia di Roma. Nel 2017 gli viene conferito il Dottorato Honoris Causa in Beni Culturali e Territorio dall'Università degli Studi di Roma Tor Vergata. 
Il 12 luglio 2024 al Teatro antico di Taormina, in occasione della settantesima edizione del Taormina Film Fest, viene premiato, insieme al cognato Christian De Sica, con il Nastro d'argento speciale.

### La carriera nel cinema
Notevole, ad inizio di carriera, è la sua attività nell'ambito del cabaret. Debutta infatti al teatro Alberichino con Tali e quali, in cui propone una serie di personaggi fortemente caratterizzati che fanno subito presa sul pubblico. Un episodio significativo determina il suo futuro: a una serata organizzata per il suo spettacolo, partecipa un solo uditore, il grande critico Franco Cordelli, che lo recensisce con ammirazione il giorno dopo sul quotidiano Paese Sera. A teatro lo vede il regista televisivo Enzo Trapani, che nel 1977 lo fa debuttare sul piccolo schermo, nel varietà Non stop, assieme a una nuova generazione di comici, dal gruppo de La Smorfia, con Massimo Troisi, ai Gatti di Vicolo Miracoli. Il successo è grandissimo. Sergio Leone ne resta affascinato e lo chiama per debuttare sul grande schermo.
Il suo debutto alla regia di un lungometraggio avviene con Un sacco bello, del 1980, film dove interpreta i personaggi del suo repertorio teatrale e televisivo, prodotto dalla Medusa Distribuzione. Verdone viene iniziato alle tecniche di ripresa e conduzione di un set dallo stesso Sergio Leone. Il giovane regista, affiancato nel lavoro di sceneggiatura da Leo Benvenuti e Piero De Bernardi, riconosce in Leone un maestro severissimo ma vitale.

Carlo Verdone interpreta Ruggero Brega in Un sacco bello (1980), primo film da regista, sceneggiatore e attore protagonista

La pellicola successiva, del 1981, Bianco, rosso e Verdone, nuova esposizione di personaggi del suo repertorio, propone la figura attempata, ma divertente, di Elena Fabrizi, sorella di Aldo, meglio nota come "Sora Lella". Dopo quest'altro successo Verdone abbandona i suoi caratteri e, scritturato dal produttore Mario Cecchi Gori, lavora a una commedia in cui interpreta un personaggio unico, Borotalco (1982), scritta insieme a Enrico Oldoini, con Eleonora Giorgi, Christian De Sica e Mario Brega, che ottiene un grande successo.

Carlo Verdone nel ruolo di Furio Zoccano in Bianco, rosso e Verdone (1981)

Lavora anche al fianco di Alberto Sordi di cui è considerato l'erede naturale per la capacità di far rivivere, nel contesto degli anni ottanta, una figura di abitante della capitale che, in tutte le sue sfaccettature anche contrastanti, rappresenta l'archetipo dell'italiano medio. I due attori girano due pellicole insieme: In viaggio con papà, per la regia dello stesso Sordi, e Troppo forte, diretto da Verdone.

Carlo Verdone e Alberto Sordi in In viaggio con papà (1982)

Carlo Verdone e Federico Rizzo in Il bambino e il poliziotto (1989)

Nella sua opera Verdone riesce ad affiancare, ai toni della commedia, un retrogusto amaro nella stesura delle storie, attento ai temi del cinismo e degli eccessi della società contemporanea e del disagio dell'individuo di fronte ad essa. Col tempo la goffaggine e inadeguatezza della maschera comica ha fatto posto alle nevrosi e all'ipocondria, reazioni quasi somatiche alle pressioni di un mondo frenetico. Verdone mantiene comunque un rapporto, per così dire, privilegiato con i canoni della commedia all'italiana presenti nella tradizione, dai grandi della comicità fino ad arrivare ai dettami di un cinema più impegnato, tenendo fede a uno stile "medio-alto" che ne fa un regista e un interprete tra i più amati dal pubblico.

Carlo Verdone con Max Tortora, Rocco Papaleo e Anna Foglietta in Si vive una volta sola (2021)

Oltre a quelli citati, i suoi film più noti sono Compagni di scuola (1988), commedia corale in cui dirige ben diciotto interpreti co-protagonisti, una sorta de Il grande freddo (1983) di Lawrence Kasdan all'italiana, da molti ritenuto il più compiuto dei suoi lavori; Maledetto il giorno che t'ho incontrato (1992), una tragicomica storia d'amore di due nevrotici e insoddisfatti, interpretata in coppia con Margherita Buy; Al lupo al lupo (1992), interpretato con Francesca Neri e Sergio Rubini, in cui analizza le dinamiche familiari e il rapporto complesso di tre fratelli; Viaggi di nozze (1995), in cui ripropone lo stile macchiettistico e la struttura ad episodi dei film d'esordio.

Carlo Verdone e Margherita Buy in Maledetto il giorno che t'ho incontrato (1992)

Tornerà su questo tema aggiornando le tematiche e le complessità dei rapporti, nel nuovo millennio, tra fratelli anche in Io, loro e Lara (2010); Il mio miglior nemico, il suo più grosso incasso al cinema in Italia; Grande, grosso e... Verdone (2008), che riprende lo stile dei precedenti: Un sacco bello, Bianco, rosso e Verdone e Viaggi di nozze, ovvero un film a tre episodi e tre ruoli interpretati dallo stesso Verdone, fino a Posti in piedi in paradiso (2012) e Sotto una buona stella (2014).
Nel 2013 partecipa al film premio Oscar La grande bellezza di Paolo Sorrentino, per la cui interpretazione si aggiudica il Nastro d'argento al migliore attore non protagonista.
Per quel che riguarda il teatro, vanno ricordati gli spettacoli Tali e quali e Senti chi parla. Verdone ha inoltre girato alcuni spot televisivi come regista, affiancato da calciatori come Roberto Baggio e Angelo Peruzzi o da attori come Ornella Muti; di Zora la vampira è stato anche produttore, doppiando pure il gatto Zorba in La gabbianella e il gatto e i figli di Leo Nuvolone, Clemente e Sisto, nel sopraccitato Grande, grosso e... Verdone.
Nel 2021 presenta alla Festa del Cinema di Roma la serie TV Vita da Carlo, che racconta alcuni aspetti della sua vita e carriera: viene pubblicata il 5 novembre su Amazon Prime Video, piattaforma che ne ha messo a disposizione quasi tutta la filmografia. Verdone è attore, regista e sceneggiatore per questo progetto. E proprio a proposito di Vita da Carlo, Verdone ha commentato così il successo della serie a SuperGuidaTV: «Sono soddisfattissimo perché è stato un record, quando esce un qualcosa di mio spero sempre che vada bene. In questo caso i miei collaboratori erano convinti che fosse ottimo, ma io fino a quando non vedo non credo… anche se in questo caso avevamo capito già dal primo giorno. Non faccio altro che sentire complimenti. Sono molto contento». Seguiranno una seconda e terza stagione.

### Teatro e altre attività
Ha scritto alcuni libri autobiografici e ha girato insieme al fratello Luca dei documentari. Ha inoltre girato i videoclip delle canzoni Mi piaci di Alex Britti e Meraviglioso dei Negramaro: quest'ultima poi è stata utilizzata come colonna sonora nel film di Giovanni Veronesi Italians, del quale Verdone è stato protagonista insieme a Sergio Castellitto e Riccardo Scamarcio. Verdone è stato diretto da Veronesi anche nella trilogia di Manuale d'amore. Nel 2012 esce nelle librerie La casa sopra i portici, scritto dallo stesso Verdone con la collaborazione di Fabio Maiello, autobiografia dei ricordi più importanti del regista; mentre nel 2021 pubblica La carezza della memoria: entrambi volumi editi da Bompiani.

## Vita privata
Figlio di Mario Verdone, suo nonno paterno è uno dei 100000 sepolti nel sacrario militare di Redipuglia.
Carlo è il fratello del regista Luca Verdone e di Silvia Verdone, moglie di Christian De Sica (compagno di banco di Carlo al liceo) e zio di Brando De Sica. Insieme al cognato Christian, ha girato due film: Borotalco e Compagni di scuola. È stato sposato dal 1980 al 1996 con Gianna Scarpelli, dalla quale è legalmente separato ma non divorziato, con la quale ha avuto due figli: Giulia (1986), apparsa in un cameo in Al lupo al lupo e in Viaggi di nozze, e Paolo (1988), apparso in un cameo in Grande, grosso e... Verdone, in Io, loro e Lara e, in un ruolo più rilevante, in Posti in piedi in paradiso.
È appassionato di medicina e farmacologia, e riceve spesso da amici richieste di consigli per risolvere piccoli problemi di salute. Ciò ha contribuito a diffondere la convinzione che sia affetto da ipocondria, voce da lui smentita, spiegando in varie interviste di aver invece avuto un disturbo d'ansia. Nel marzo 2007 gli è stato conferito un particolare riconoscimento dall'Università degli Studi di Napoli Federico II, una targa che riporta una frase del Giuramento di Ippocrate: "In qualsiasi casa entrerò, io vi andrò come sollievo per i malati".
È anche appassionato di musica rock e ama collezionare vinili e moto d'epoca. In merito alla sua collezione di dischi e alla passione per la musica viene intervistato da Nicola Iuppariello per il docufilm Vinilici. 
È un batterista amatoriale, ha collaborato suonando in studio e dal vivo con gli amici Antonello Venditti, Lucio Dalla e gli Stadio.
Grande tifoso della Roma, i riferimenti al club giallorosso nei suoi film sono sempre molto chiari, ha dichiarato inoltre di presenziare regolarmente allo stadio, soprattutto nelle partite importanti.

## Personaggi
Fin dai suoi esordi nel programma Non stop, Verdone ha interpretato diversi personaggi, molti dei quali ricorrenti e che sono stati il fulcro delle sue prime pellicole. Ognuno di essi è una sorta di maschera: rappresenta cioè una delle sfaccettature dell'uomo moderno, con tutti i problemi, le nevrosi e le complicazioni della società italiana nella seconda metà del XX Secolo. Tali personaggi, associati quasi sempre a gag spassose e situazioni paradossali, lo hanno reso molto popolare, al punto da essere riproposti anche in tempi più recenti, in versione più evoluta e adattati al periodo storico. Negli ultimi decenni, tuttavia, Verdone si è gradualmente distaccato dai personaggi che lo hanno reso celebre, preferendo affrontare temi più impegnati e profondi.

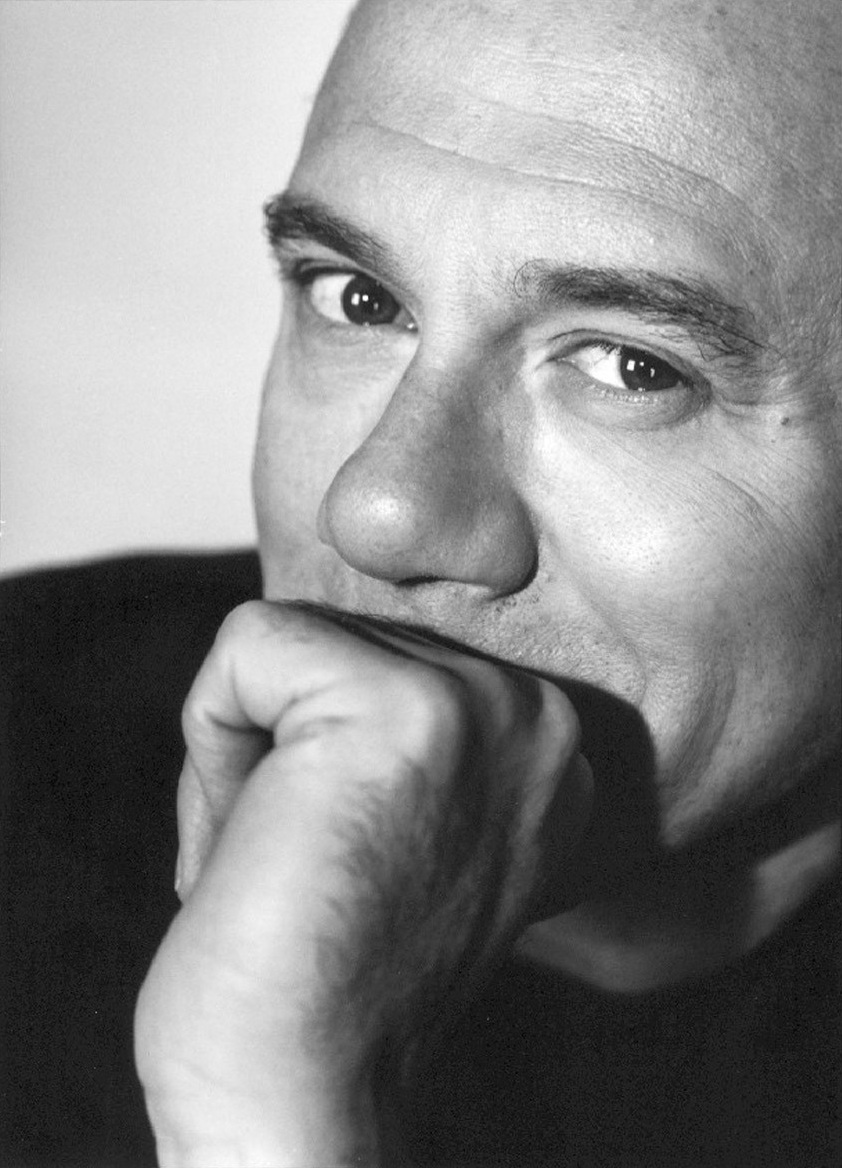
Carlo Verdone, nel film Borotalco (1982), interpreta Sergio Benvenuti

- Commissario Pironi, personaggio interpretato in Non stop
- Il sardo, personaggio interpretato in Non stop
- Maria Bianca Zellanti, personaggio interpretato in Non stop
- Enzo, interpretato in Non stop e Un sacco bello. Rappresenta lo stereotipo del "coatto" romano, intraprendente e sempre in cerca di nuove avventure, donnaiolo, ma al tempo stesso ignorante, superficiale, estremamente volgare e sconsiderato. Non dà nemmeno molta importanza all'amicizia, in quanto preferisce relazioni occasionali e fugaci.
- Ruggero Brega, hippie, interpretato in Non stop e Un sacco bello. Benché la filosofia hippie fosse ormai al tramonto nei primi anni ottanta, Ruggero rappresenta un giovane inizialmente di buona famiglia che, stanco delle oppressioni del padre e di una società arida, ripudia la vita borghese e preferisce perdersi in uno stile di vita vagabondo, senza una meta precisa, ma in compenso con molta gioia di vivere e di amore.
- Leo Nuvolone, interpretato in Non stop, Un sacco bello e Grande, grosso e… Verdone. È lo stereotipo del "bambinone", ovvero un uomo molto immaturo ed ingenuo, incapace di prendere decisioni e di farsi valere, succube della madre ed estremamente timido con le donne, ma al tempo stesso buono, gentile e d'animo romantico. Questo personaggio, specialmente in Un sacco bello, rappresenta la parte debole della società, quella che subisce in continuazione ma non ha il coraggio di reagire, si lascia raggirare dai più furbi e anche quando capita un'occasione (come una bella ragazza straniera che gli chiede ospitalità) non sa nemmeno in che modo coglierla e finisce deluso. Sua caratteristica è quella di non capire le cose al volo, infatti il suo intercalare tipico è "…in che senso?". In Grande, grosso e… Verdone, Leo viene riproposto in versione più adulta: stavolta ha una famiglia numerosa ed è caposquadra dei boy scout, riprendendo in chiave moderna lo stereotipo del "buono ma ingenuo".
- Don Alfio, prete calabrese anziano, cieco da un occhio, interpretato in Un sacco bello. Malgrado sia un uomo di chiesa, si mostra aperto a idee più moderne pur senza condividerle ed è un personaggio piuttosto ambiguo.
- Anselmo Brega, interpretato in Un sacco bello. È il cugino di Ruggero ed è il suo opposto: è sposato con figli e un lavoro da impiegato, una vita alquanto organizzata e prevedibile. È lo stereotipo del logorroico e del qualunquista.
- Professore (nome ignoto) interpretato in Un sacco bello. Severo e all'antica, incarna lo stereotipo del moralista.
- Pasquale Amitrano, emigrante Lucano a Monaco di Baviera, originario di Matera, interpretato in Bianco, rosso e Verdone. Il personaggio è lo stereotipo dell'emigrato italiano, il quale all'estero ha una vita tranquilla, un buon lavoro e una moglie gentile, ma non essendo più abituato alla realtà italiana, è molto goffo ed ingenuo, infatti suo rientro in Italia rimane vittima di vandalismo e violenze.
- Furio Zoccano, interpretato in Bianco, rosso e Verdone. Medio-borghese, romano ma trapiantato a Torino. Vagamente simile ad Anselmo di Un sacco bello, Furio è lo stereotipo del logorroico ed ipocondriaco. Estremamente pedante e meticoloso su ogni cosa, conduce un'esistenza organizzata e scandita da ritmi precisi, cosa che porta sua moglie all'esasperazione. È anche egocentrico, in quanto non si accorge quanto questo suo carattere risulti antipatico a chi gli sta intorno ed anzi pensa che tutti lo apprezzino, ma capisce la verità solo quando verrà lasciato dalla moglie.
- Mimmo, ispirato all'amico Stefano Natale ed interpretato in Bianco, rosso e Verdone. Il personaggio è analogo a Leo Nuvolone visto in Un sacco bello: ingenuo e goffo, è succube della nonna a cui fa da balia e che lo critica in continuazione per la sua sbadataggine, ma nonostante tutto le è affezionato.
- Sergio Benvenuti, venditore porta a porta di raccolte musicali, interpretato in Borotalco. Uno dei suoi personaggi più celebri, rappresenta lo stereotipo dell'uomo medio insoddisfatto della propria vita: lavora senza entusiasmo ed è bloccato in una relazione piatta, al punto che per conquistare la ragazza dei suoi sogni, coglie un'opportunità per sfuggire alla monotonia della routine, inventandosi di sana pianta una realtà parallela in cui conduce una vita avventurosa e mondana.
- Rolando Ferrazza alias Padre Spinetti, professore disoccupato di mestiere bidello, e falso prete in Acqua e sapone. Per certi versi simile a Leo e Mimmo (vive con la nonna e non è in grado di farsi valere) ma più intelligente, ricorda comunque anche Sergio Benvenuti, in quanto cambia identità e conduce una doppia vita per poter avere un lavoro migliore e per star vicino ad un'affascinante fotomodella.
- Marino Spada, carabiniere ingenuo e impacciato interpretato in I due carabinieri
- Cristiano, interpretato nel film In viaggio con papà accanto ad Alberto Sordi. Personaggio che riprende in parte le caratteristiche di Leo Nuvolone e di Ruggero, è un ragazzo trentenne un po' immaturo: stavolta però lo stereotipo è quello dell'ambientalista, animalista e salutista, ma al tempo stesso molto timido e ingenuo, specie con le donne. Vive in una comunità lontano dai suoi genitori, i quali sono molto diversi da lui e conducono vite mondane piuttosto agiate, specialmente il padre che è un donnaiolo.
- Oscar Pettinari, giovane romano che sogna di diventare un famoso attore, interpretato in Troppo forte. In pubblico e sul set ostenta un carattere duro, coraggioso e un po' spaccone, ma è palesemente una finzione, poiché si intuisce subito che è buono, gentile e anche frustrato per non essere ancora riuscito a sfondare nel cinema, ma durante il film diventerà più maturo e consapevole.
- Gregorio Sagonà, interpretato in Al lupo al lupo. Ex musicista fallito, organizza serate in discoteca come DJ e scrive musica underground. Personaggio ispirato vagamente a sé stesso, come anche il film che è molto autobiografico.
- Bernardo Arbusti, giornalista, interpretato in Maledetto il giorno che t'ho incontrato. Il personaggio introduce uno stereotipo molto frequente nei successivi film di Verdone, quello dell'italiano di mezza età nevrotico, ipocondriaco e, in fondo, bisognoso d'amore.
- Raniero Cotti Borroni, interpretato in Viaggi di nozze. Stimato medico e primario del suo ospedale, appartiene all'alta borghesia romana. È un uomo esasperante, rimane vedovo e si risposa, ma ossessiona la nuova moglie con il ricordo della prima. Il personaggio è costruito sulla falsariga del Furio Zoccano visto in Bianco, rosso e Verdone, ma ancora più logorroico e votato completamente al suo lavoro (suo intercalare tipico è "No, non mi disturba affatto!").
- Ivano Mancini, volgare romano arricchito, interpretato in Viaggi di nozze. Evoluzione del "coatto" Enzo visto in Un sacco bello, non più single ma sposato con una donna del tutto simile a lui, rappresenta in chiave umoristica una società decadente e perennemente alla ricerca di emozioni forti. Suo intercalare tipico è "O famo strano!" (riferito al sesso).
- Giovannino, romano mite e bonario, interpretato in Viaggi di nozze. Evoluzione di Leo Nuvolone visto in Un sacco bello, si sposa con la sua fidanzata storica, di carattere simile a lui, e subisce suo malgrado le vicissitudini dei fratelli.
- Armando Feroci, personaggio interpretato in Gallo cedrone, anche in questo caso ispirato allo stereotipo del "coatto", presenta alcune similitudini con Enzo di Un sacco bello, ma se possibile ancora più volgare, superficiale e donnaiolo impenitente.
- Assunta De Seniis, personaggio creato al Festival di Sanremo 2006. Questo personaggio ricalca quello di Adelaide De Marchiis, personaggio creato da Verdone nel video per la televisione Pillole, capsule e supposte.
- Callisto Cagnato, professore universitario di storia dell'arte, vedovo. Uomo metodico, maniacale e al tempo stesso ipocrita, interpretato in Grande, grosso e… Verdone. Il personaggio è costruito sulla falsariga del Furio Zoccano di Bianco, rosso e Verdone e del Raniero Cotti Borroni di Viaggi di nozze. Si tratta del personaggio più "diabolico" tra quelli da lui interpretati, come da lui stesso dichiarato.
- Moreno, interpretato in Grande, grosso e… Verdone. Evoluzione naturale del "coatto" Ivano visto in Viaggi di Nozze, più maturo e con famiglia al seguito, si trova in crisi matrimoniale e non riesce a comprendere il figlio, ma nonostante tutto vuole tenere unita la famiglia.
- Padre Severino, personaggio creato nel programma Meno siamo e meglio stiamo
- Quintilio Baracca, anziano reduce garibaldino, creato nel programma Telepatria international

## Filmografia

### Regista, sceneggiatore e attore
- Un sacco bello (1980)
- Bianco, rosso e Verdone (1981)
- Borotalco (1982)
- Acqua e sapone (1983)
- I due carabinieri (1984)
- Troppo forte (1986)
- Io e mia sorella (1987)
- Compagni di scuola (1988)
- Il bambino e il poliziotto (1989)
- Stasera a casa di Alice (1990)
- Maledetto il giorno che t'ho incontrato (1992)
- Al lupo al lupo (1992)
- Perdiamoci di vista (1994)
- Viaggi di nozze (1995)
- Sono pazzo di Iris Blond (1996)
- Gallo cedrone (1998)
- C'era un cinese in coma (2000)
- Ma che colpa abbiamo noi (2003)
- L'amore è eterno finché dura (2004)
- Il mio miglior nemico (2006)
- Grande, grosso e... Verdone (2008)
- Io, loro e Lara (2010)
- Posti in piedi in paradiso (2012)
- Sotto una buona stella (2014)
- L'abbiamo fatta grossa (2016)
- Benedetta follia (2018)
- Si vive una volta sola (2021)

### Solo attore
- Una settimana come un'altra, regia di Daniele Costantini (1978)
- La luna, regia di Bernardo Bertolucci (1979)
- Grand Hotel Excelsior, regia di Castellano e Pipolo (1982)
- 7 chili in 7 giorni, regia di Luca Verdone (1986)
- Zora la vampira, regia dei Manetti Bros. (2000)
- Manuale d'amore, regia di Giovanni Veronesi (2005)
- Manuale d'amore 2 - Capitoli successivi, regia di Giovanni Veronesi (2007)
- Italians, regia di Giovanni Veronesi (2009)
- Questione di cuore, regia di Francesca Archibugi (2009)
- Manuale d'amore 3, regia di Giovanni Veronesi (2011)
- La grande bellezza, regia di Paolo Sorrentino (2013)
- Sergio Leone - L'italiano che inventò l'America, regia di Francesco Zippel – documentario (2022)
- Il bar del cult, regia di Mirko Zullo – docufilm (2025)

### Sceneggiatore e attore
- In viaggio con papà, regia di Alberto Sordi (1982)
- Cuori nella tormenta, regia di Enrico Oldoini (1984)

### Produttore
- Zora la vampira, regia dei Manetti Bros. (2000)

### Assistente alla regia
- Alla scoperta di Francesco, regia di Luca Verdone (cortometraggio sul set del film Fratello sole, sorella luna (1972) di Franco Zeffirelli) (1971) – accreditato nei titoli di testa
- 24 ore... non un minuto di più, regia di Franco Bottari (1973) – non accreditato
- Quel movimento che mi piace tanto, regia di Franco Rossetti (1976) – accreditato nei titoli di coda

### Doppiatore
Borotalco (1982) - Cristiano
- Acqua e sapone (1983) – voce del signore pelato con i baffi al funerale di Gino
- La gabbianella e il gatto, regia di Enzo D'Alò (1998) – voce di Zorba
- C'era un cinese in coma (2000) – Nicola Renda mentre prova la voce del cinese poco prima di entrare in scena al posto di Rudy Sciacca
- Grande, grosso e... Verdone (2008) – Clemente e Sisto, figli di Leo

## Teatro
- Gesta, opera di burattini scritto da Maria Signorelli, interpretato da Carlo Verdone (1971)
- Pittura sul legno, scritto da Ingmar Bergman, regia di Luca Verdone (1971)
- Pantagruel di François Rabelais, regia di Luca Verdone (1973)
- Tali e quali, scritto e interpretato da Carlo Verdone, regia di Mauro De Sica, con Daniela Ferrari e Mauro De Sica (1977)
- Rimanga fra noi, diretto e interpretato da Carlo Verdone e con Paolo Herrmanin (1977)
- Senti chi parla, diretto e interpretato da Carlo Verdone, per la compagnia del Piccolo Eliseo diretta da Giuseppe Patroni Griffi, con Diana Dei e Pier Luigi Ferrari (1979-1980)

## Televisione
- Del resto fu un'estate meravigliosa (1977)
- Non stop (1978-1979)
- Fantastico (1979)
- Morto Troisi, viva Troisi! , regia di Massimo Troisi – film TV (1981)
- Come Alice (1982)
- Un sacco Verdone (1982)
- Sogni e bisogni, episodio L'imbiancone (1985)
- Che fai... ridi? Massimo Catalano: La vita è una tromba – film TV (1986)
- Carnevale (1988)
- Orgoglio coatto (1999)
- Pillole, capsule e supposte (1999)
- Vita da Carlo (2021-in corso)
- The Band (2022)

### Documentari
- Il castello nel paesaggio laziale (1974)
- L'accademia musicale chigiana (1975)
- Dialetti miei diletti (1998)
- Uomini forti (2006)
- Verdone racconta Leone (2009)
- Alberto il grande (2013)
- Carlo! (2013)
- Strani Ritmi - La storia del dj Marco Trani (2014)
- Stanotte a San Pietro (2016)
- Vinilici. Perché il vinile ama la musica, regia di Fulvio Iannucci (2018)
- Siamo tutti Alberto Sordi? (2020)
- Roma caput disco, regia di Corrado Rizza (2021)
- Ennio, regia di Giuseppe Tornatore (2021)
- Carlo: una vita a tempo di rock (2022)
- Il mio amico Massimo, docufilm su Massimo Troisi, regia Alessandro Bencivenga, voce narrante Lello Arena (2022)
- Pier Paolo Pasolini - Una visione nuova, regia di Giancarlo Scarchilli (2023)
- La scuola romana delle risate, regia di Marco Spagnoli, voce narrante (2025)

### Cortometraggi
- Poesia solare (1969)
- Allegoria di primavera (1971)
- Elegia notturna (1973)

## Radio
- Radio anch'io (1977)
- Gli altri siamo noi (1978)

## Videoclip
- Centocittà di Antonello Venditti
- Benvenuti in paradiso di Antonello Venditti
- Mi piaci di Alex Britti
- Un colpo in un istante dei Delta V
- Meraviglioso dei Negramaro
- Eppure sentire (un senso di te) di Elisa
- La ragazza del lunedì (Silvio) di Antonello Venditti
- Resto a Roma (me conviene) di Radio Globo
- Se mi ami davvero di Mina e Celentano, regista e interprete, con Geppi Cucciari
- Che poi di Carl Brave
- Domenica dei Tiromancino
- Tu sei il mattino di Lucio Corsi

## Compilation
- Bianco, rock e Verdone
- Interventi alla colonna

## Lirica
- Il barbiere di Siviglia di Gioachino Rossini, regia di Carlo Verdone. Teatro dell'Opera di Roma e, per la stagione estiva, alle Terme di Caracalla di Roma (1992)
- La Cenerentola di Gioachino Rossini, regia di Carlo Verdone. Residenze sabaude di Torino (2012)

## Riconoscimenti
- David di Donatello
  - 1980 – David speciale per Un sacco bello
  - 1981 – Candidatura al migliore attore protagonista per Bianco, rosso e Verdone
  - 1982 – Candidatura al migliore regista per Borotalco
  - 1982 – Candidatura alla migliore sceneggiatura per Borotalco
  - 1982 – Migliore attore protagonista per Borotalco
  - 1982 – Miglior film per Borotalco
  - 1988 – Migliore sceneggiatura per Io e mia sorella
  - 1988 – Candidatura al migliore attore protagonista per Io e mia sorella
  - 1989 – Candidatura alla migliore sceneggiatura per Compagni di scuola
  - 1989 – Candidatura al migliore attore protagonista per Compagni di scuola
  - 1992 – Candidatura al migliore film per Maledetto il giorno che t'ho incontrato
  - 1992 – Candidatura al migliore regista per Maledetto il giorno che t'ho incontrato
  - 1992 – Migliore sceneggiatura per Maledetto il giorno che t'ho incontrato
  - 1992 – Migliore attore protagonista per Maledetto il giorno che t'ho incontrato
  - 1994 – Candidatura al miglior film per Perdiamoci di vista
  - 1994 – Miglior regista per Perdiamoci di vista
  - 1994 – Candidatura alla migliore sceneggiatura per Perdiamoci di vista
  - 1997 – Candidatura al migliore attore protagonista per Sono pazzo di Iris Blond
  - 2000 – Candidatura al migliore attore protagonista per C'era un cinese in coma
  - 2003 – Candidatura alla migliore sceneggiatura per Ma che colpa abbiamo noi
  - 2004 – Candidatura al migliore attore protagonista per L'amore è eterno finché dura
  - 2005 – Miglior attore non protagonista per Manuale d'amore
  - 2006 – Candidatura al miglior film per Il mio miglior nemico
  - 2006 – Candidatura al miglior regista per Il mio miglior nemico
  - 2006 – Candidatura alla migliore sceneggiatura per Il mio miglior nemico
  - 2006 – Candidatura al migliore attore protagonista per Il mio miglior nemico
  - 2006 – Candidatura al David giovani per Il mio miglior nemico
  - 2008 – David speciale
  - 2010 – Candidatura al David giovani per Io, loro e Lara
  - 2014 – Candidatura al migliore attore non protagonista per La grande bellezza

- Nastro d'argento
  - 1980 – Migliore attore esordiente per Un sacco bello
  - 1986 – Candidatura al migliore attore protagonista per Troppo forte
  - 1988 – Candidatura al regista del miglior film per Io e mia sorella
  - 1988 – Candidatura al migliore attore protagonista per Io e mia sorella
  - 1993 – Miglior soggetto per Al lupo al lupo
  - 2000 – Candidatura al migliore attore protagonista per C'era un cinese in coma
  - 2003 – Candidatura al miglior soggetto per Ma che colpa abbiamo noi
  - 2003 – Nastro d'argento speciale
  - 2005 – Candidatura al migliore attore protagonista per L'amore è eterno finché dura
  - 2006 – Migliore attore non protagonista per Manuale d'amore
  - 2007 – Candidatura al migliore attore protagonista per Il mio miglior nemico
  - 2008 – Nastro d'argento dell'anno per Grande, grosso e... Verdone
  - 2010 – Miglior soggetto per Io, loro e Lara
  - 2010 – Candidatura al migliore commedia per Io, loro e Lara
  - 2012 – Migliore commedia per Posti in piedi in paradiso
  - 2012 – Premio Fondazione Thun per Posti in piedi in paradiso
  - 2012 – Candidatura alla migliore sceneggiatura per Posti in piedi in paradiso
  - 2014 – Nastro d'argento speciale per La grande bellezza
  - 2014 – Candidatura alla migliore commedia per Sotto una buona stella
  - 2016 – Premio Nino Manfredi per L'abbiamo fatta grossa
  - 2018 – Candidatura alla migliore commedia per Benedetta follia
  - 2018 – Candidatura al migliore attore in un film commedia per Benedetta follia
  - 2021 – Candidatura alla migliore commedia per Si vive una volta sola
  - 2024 – Nastro d'argento speciale

- Ciak d'oro
  - 1988 – Targa speciale[16]
  - 1989 – Candidatura alla migliore sceneggiatura per Compagni di scuola
  - 2005 – Miglior attore protagonista per Manuale d'amore[17]
  - 2014 – Miglior attore non protagonista per La grande bellezza[18]
  - 2018 – Candidatura alla migliore commedia per Benedetta follia

- Festival di Roma
  - 2021 – Miglior serie TV per Vita da Carlo

- Globo d'oro
  - 1992 – Miglior attore per Maledetto il giorno che t'ho incontrato
  - 1992 – Candidatura al miglior film per Maledetto il giorno che t'ho incontrato
  - 1992 – Candidatura alla miglior sceneggiatura per Maledetto il giorno che t'ho incontrato
  - 2004 – Miglior attore per L'amore è eterno finché dura
  - 2010 – Miglior commedia per Io, loro e Lara
  - 2022 – Globo d'oro alla carriera

- Grolla d'oro
  - 2003 – Miglior attore per Ma che colpa abbiamo noi

- Premio Flaiano
  - 2020 – Premio speciale

### Altri premi
- 1980 – Biglietto d'oro per Un sacco bello
- 1983 – Premio Vittorio De Sica per il cinema italiano
- 1984 – Biglietto d'oro per I due carabinieri
- 1987 – Biglietto d'oro per Io e mia sorella
- 1988 – Biglietto d'oro per Compagni di scuola
- 1990 – Biglietto d'oro per Stasera a casa di Alice
- 1991 – Biglietto d'oro per Maledetto il giorno che t'ho incontrato
- 1991 – Primo classificato al Festival di Vevey (Svizzera)
- 1992 – Biglietto d'oro per Al lupo al lupo
- 1993 – Premio Sergio Leone ad Annecy Prix Lumière a Parigi
- 1993 – Premio Ennio Flaiano come migliore attore a Carlo Verdone
- 1995 – Biglietto d'oro per Viaggi di nozze
- 1997 – Targa ANEC come autore che in 20 anni di carriera ha sempre ottenuto incassi attivi
- 2002 – Premio Sergio Leone a Taormina
- 2004 – Premio alla Carriera al Monte Carlo Film Festival
- 2006 – Premio Margutta per il grande contributo dato al cinema italiano
- 2007 – Biglietto d'oro a Carlo Verdone come attore per in Manuale d'amore 2 - Capitoli successivi
- 2007 – Premio Francois Truffaut per la carriera al Giffoni Film Festival
- 2008 – Telegatto di Platino per i lettori di TV Sorrisi e Canzoni
- 2011 – Premio Federico Fellini 8½ per l'eccellenza artistica al Bif&st di Bari
- 2014 – Premio Robert Bresson
- 2016 – Miglior attore nella terza edizione del Silk Road International Film Festival di Xi'an
- 2016 – Premio Sergio Amidei all'Opera d'Autore
- 2021 – Premio Vincenzo Crocitti International 2021 Alla Carriera
- 2023 – Targa d'Oro a Matera Fiction per la serie Vita da Carlo